# ملوك الملاءمة (فرقة)
بدات فرقة موسيقية ملوك الراحة (بالإنجليزية: Kings of Convenience) في صيف عام 1999 عندما قرر العضوان «ارلند اوي» و«ايريك بايو» تركا مشروعاتهما الأخرى للتعاون معا. ولدا الفنانان في بلد النرويج قبل تسع وعشرين سنة. وتعارفا منذ الطفولة. في تلك الفترة، اعتبر ايريك هادئ وارلند غريبا في المدرسة الابتداية. تطورت العلاقة بين الرجلين بسبب الموسيقى. بعد أن عزفا في فرق أخرى، قررا الصديقان ان ينشئا «ملوك الراحة». وهكذا صدر تسجيلهما الأول بعنوان «الصمت هو الصوت الجديد» والذي ذاع صيتهما بعده. على الرغم من نجاحهما، لم يصدرا ألا ثلاثة اصدرات مجتمعون. بحث ارلند عن النجاح منفردا عندما أصبح يعزف موسيقى الرقص، أما ايريك فأكمل دراسته الجامعية في علم النفس. صدر التسجيل الثالث عام 2004 بعنوان «شفب في شارع فارغ» وقبل ذلك كان التسجيل الثاني بعنوان «ضد» الذي مزج اغنيات قديمه.
عرفت موسيقى «ملوك الراحة» ببساطتها وجمالها. ويعتبر صوت المغني الرئيس ايريك لين للغاية وكلماته روحية. يعزف ايريك على القيثار كما ارلند أيضا. وحتى في التسجيل الأخير، كان القيثار هو الآلة الوحيدة التي عزف عليها. ومع ذلك تطورت مهارتهما طوال السنوات، بتأثير من بعض الأصدقاء، والآن يستعملان الآلات الأخرى مثلا البيانو والكمان والبانجو أحيانا.

## ألبوماتهم
- Kings of Convenience
- Quiet Is the New Loud
- Versus
- Riot on an Empty Street

## وصلات خارجية
- ملوك الملاءمة على موقع ميوزك برينز (الإنجليزية)
- ملوك الملاءمة على موقع أول ميوزيك (الإنجليزية)
- ملوك الملاءمة على موقع ديسكوغز (الإنجليزية)

- موقع الفرقة الرسمي